# Fruttosio-bifosfato aldolasi
La fruttosio 1,6-bisfosfato aldolasi (più comunemente detta aldolasi) è un enzima, appartenente alla classe delle liasi, che catalizza la seguente reazione:
D-fruttosio 1,6-bisfosfato → diidrossiacetone fosfato + D-gliceraldeide 3-fosfato
Tale reazione è il quarto step della glicolisi. Il fruttosio-1,6-bisfosfato prodotto dal precedente step è, di fatto, la versione attivata vera e propria del glucosio. La aldolasi avvia la degradazione vera e propria, producendo i due triosi, aventi un fosfato ciascuno.

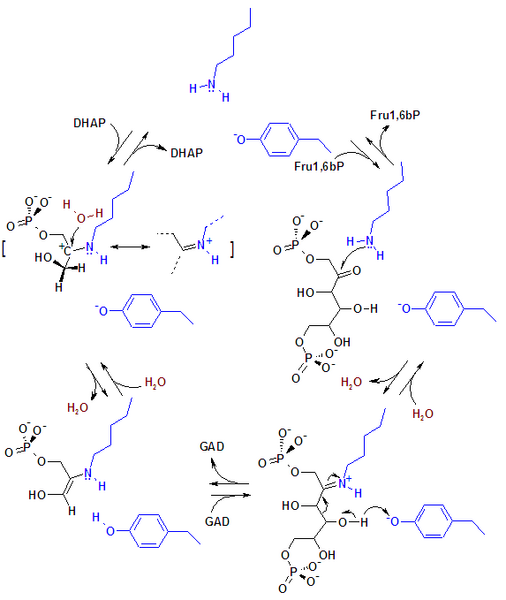
Il meccanismo di azione della aldolasi nei dettagli.
Il sito attivo dell'enzima è evidenziato in blu. (DHAP = diidrossiacetone fosfato; Fru1,6bP = fruttosio-1,6-bisfosfato; GAD = gliceraldeide-3-fosfato)

Sintesi della reazione mediata dalla aldolasi.

Come la maggior parte degli enzimi, anche la aldolasi può catalizzare una reazione in entrambi i sensi: non a caso, il nome dell'enzima deriva dalla reazione inversa, una condensazione aldolica, ovvero la produzione di un esoso in forma chetonica a partire da due triosi.

## Struttura
L'enzima presente negli eucarioti è composto da quattro subunità identiche tra loro: su ogni subunità è presente un sito attivo, caratterizzato dalla presenza di una lisina, in grado di associarsi ad una molecola glucidica. Tale sito attivo è presente anche negli archeobatteri, dove è ancora presente un residuo conservato di lisina: l'enzima, in ogni caso, è molto più grande, composto da dieci subunità. L'enzima presente negli eubatteri contiene invece due ioni zinco, senza la presenza di alcun residuo amminoacidico particolare.

## Funzionamento
Il meccanismo dell'aldolasi è di catalisi enzimatica covalente di tipo elettrofilo, precisamente con la formazione di una base di Schiff.
Il fruttosio 1,6-bisfosfato si lega al sito attivo dell'enzima con un legame tra il suo gruppo carbonilico ed il gruppo amminico di una lisina.
L'idrogeno del gruppo -OH del C4 viene strappato dallo ossigeno di una tirosina, si rompe il legame tra C4 e C3 e si libera gliceraldeide 3-fosfato.
L'idrogeno di una istidina si lega al C3 donando un H+. Il legame imminico della base di Schiff si idrolizza liberando diidrossiacetone fosfato.
In entrambi i casi, DHAP e GAD sono convertiti in piruvato, che in presenza di ATP diventano glucosio e glicogeno.

## Significato clinico
L'enzima aldolasi è presente nel muscolo scheletrico umano, cervello, fegato e muscolo cardiaco. Le due subunità di cui l'enzima è composto possono aggregandosi formare tre differenti isoenzimi: la forma molecolare A predomina nel muscolo scheletrico, la forma B nel fegato, la forma C è presente nel cervello ed in altri tessuti. Un suo aumento si può avere in caso di distrofia muscolare di Duchenne, nelle dermatomiositi, nelle polimiositi e in altre patologie muscolari.